# Dmytro L'opa
Dmytro Serhijovyč L'opa (in ucraino Дмитро Сергійович Льопа?, in russo Дмитрий Сергеевич Лёпа?; Kremenčuk, 23 novembre 1988) è un calciatore ucraino, centrocampista del Mladost Ždralovi.

## Carriera

### Club
Nel 2007 debutta con il Dnipro, che lo manderà in prestito nella stagione 2009-2010 al Kryvbas Kryvyj Rih.